# Chárter

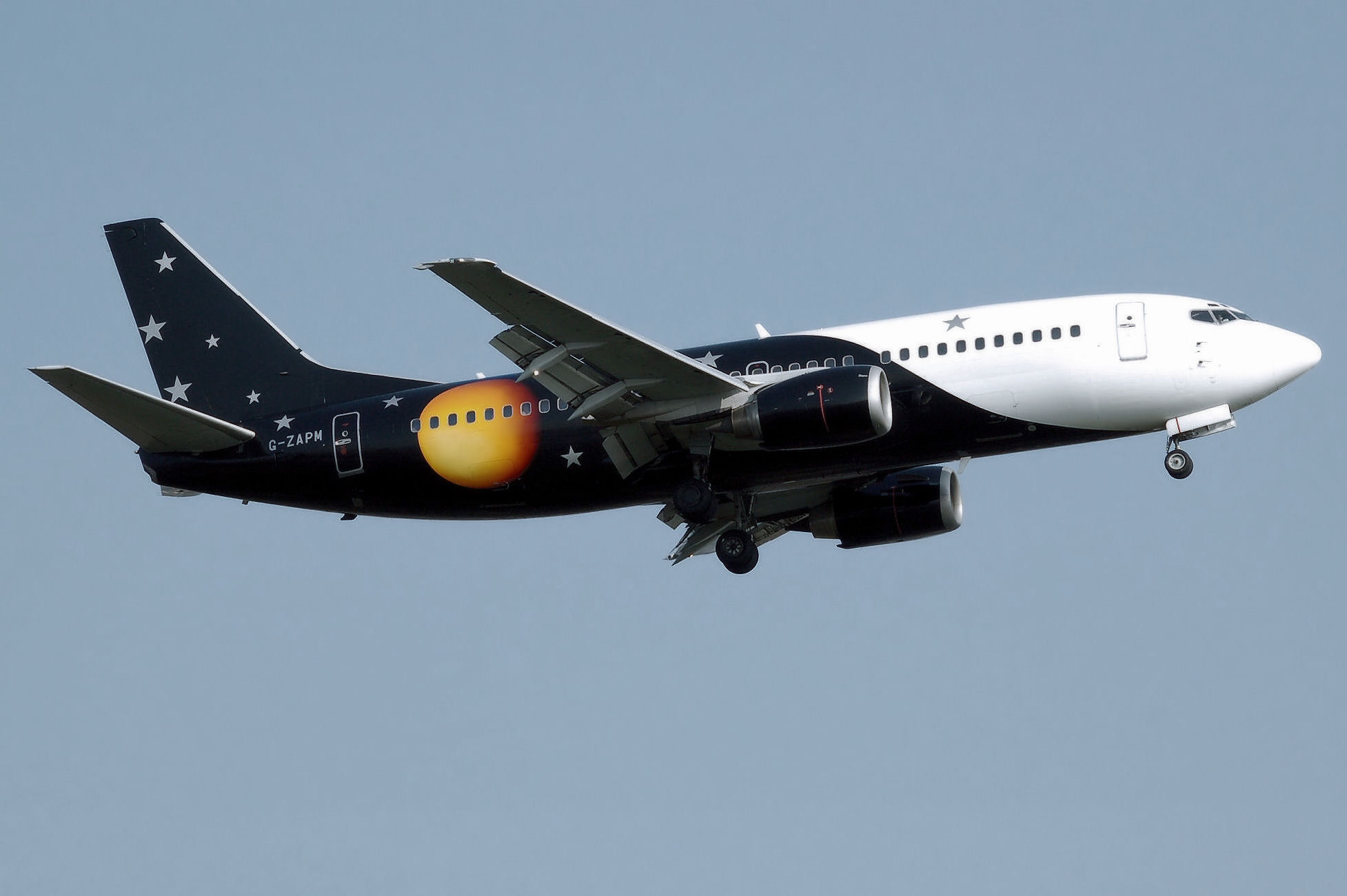
Boeing 737 de la compañía chárter Titan Airways

Un tren o un vuelo chárter es aquel que no se comercializa por los canales habituales de venta. Algunos tipos de vuelos chárter son aquellos en los que se alquila un avión a una aerolínea con el fin de no ceñirse a los horarios de las rutas comerciales, o con el fin de llevar un grupo de personas en exclusiva, como por ejemplo autoridades o famosos. También puede ocurrir que un tren o un vuelo comercial contenga sólo algunas plazas en chárter, vendidas a un operador turístico a un precio inferior, con el fin de ser componente de un paquete turístico, mientras que el resto de plazas se comercializan normalmente. Esto suele convenir mucho a las compañías, especialmente en destinos donde la estacionalidad es alta, de forma que se garantiza la utilización de plazas que, de otra forma, quedarían vacías. Así aumenta la rentabilidad de los recorridos.
También existen chárteres de autobús o autocar y de barcos o yates.

## Aerolíneas chárteres

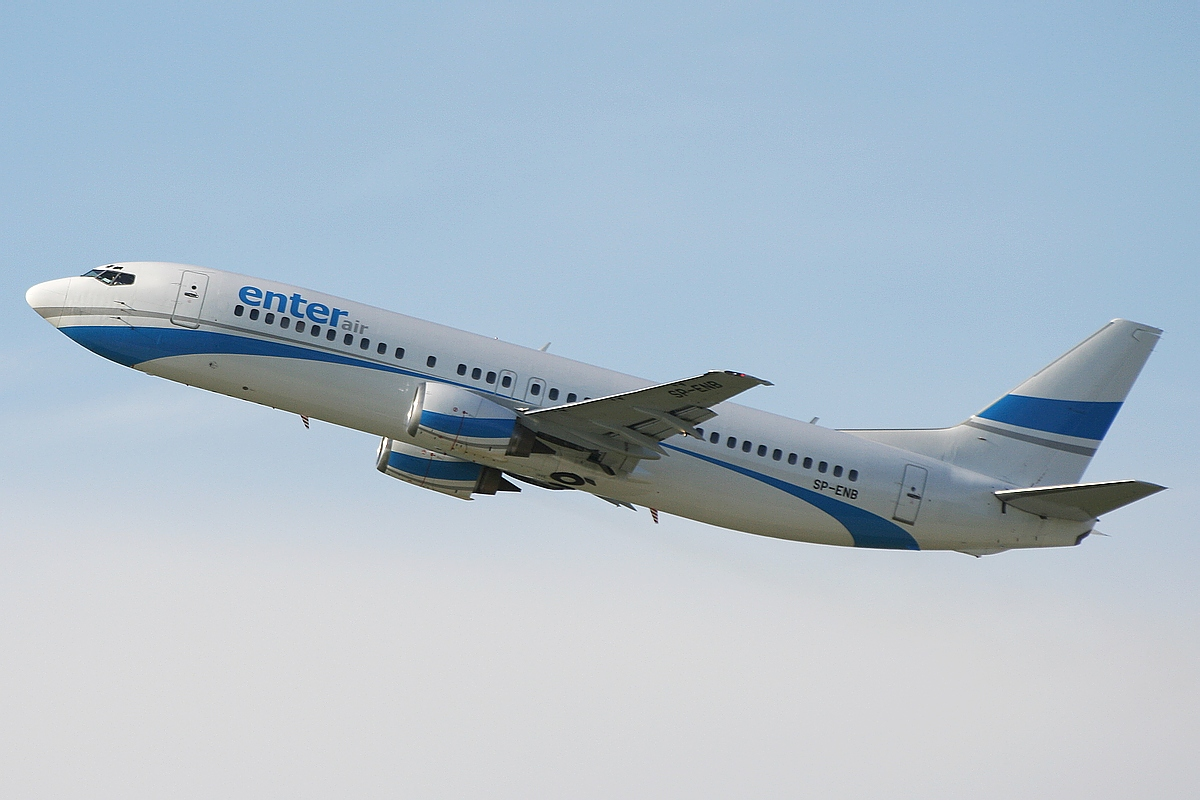
Un Boeing 737 de Enter Air, aerolínea chárter de Polonia, sale del Aeropuerto Juan Pablo II en Cracovia

En el contexto del turismo masivo, los vuelos chárter han adquirido el significado específico de un vuelo cuya única función es transportar a gente de vacaciones a destinos turísticos. Los vuelos chárter contrastan con los vuelos habitualmente regulares, aunque estos últimos vuelan generalmente a menudo y en horarios establecidos. Sin embargo, los billetes no son vendidos directamente por la aerolínea chárter a los pasajeros, sino por las compañías vacacionales que han fletado el vuelo (a veces en colaboración con otras compañías).
Aunque las aerolíneas chárter transportan normalmente a pasajeros individuales o pequeños grupos a resorts playeros, ciudades históricas, o ciudades donde embarcarán en un crucero, a veces un avión puede ser fletado por un único grupo como los miembros de una compañía, un equipo deportivo, o por militares.
Muchos vuelos chárter son vendidos como parte de un paquete vacacional en el que se incluyen los vuelos, el alojamiento y otros servicios. En su momento esto era una obligación por ley (o forzada por las aerolíneas chárter), pero ya no es el caso, y los llamados "paquetes de sólo vuelo" pueden ser adquiridos por cualquiera que quiera viajar al destino en cuestión. Estos paquetes son frecuentemente más baratos que las tarifas cobradas por las aerolíneas con vuelo regular. Además las aerolíneas chárter frecuentemente vuelan en rutas o a aeropuertos, donde no hay vuelos regulares. La mayoría del tráfico de aeropuertos de pequeño y mediano tamaño en el Reino Unido se debe a las aerolíneas chárter, y la supervivencia de estos aeropuertos a menudo dependen de las tasas de aterrizaje de los aviones que pagan las compañías chárter.
Muchas aerolíneas efectúan vuelos regulares y además cuentan con división chárter, aunque esta no compita a menudo directamente con las compañías especializadas de chárters. Además, algunas aerolíneas de carga ocasionalmente llevan unos pocos pasajeros chárter en sus aviones. A cambio, algunas aerolíneas chárter han introducido vuelos regulares cuando tenían vuelos chárter para cubrir una necesidad o nicho de mercado.
El beneficio surge a raíz de que la demanda de los vuelos chárter se sitúe próxima al 100 % de ocupación.
Las aerolíneas que operan vuelos chárter, y la agencia de viajes que es principal suministradora de billetes, han adquirido una mala reputación por su inestabilidad financiera. Hay un elevado número de casos de pasajeros, principalmente en vuelos chárter europeos, que han visto cancelados sus viajes (y a veces pierden sumas sustanciales que habían pagado por sus paquetes vacacionales), o se han quedado tirados en el destino, por la quiebra de la aerolínea o la compañía vacacional. Un buen número de seguros y créditos de pago han sido impuestos para minimizar lo más posible el riesgo financiero de los clientes en sus viajes.